# توئمیگا
توئمیگا شهری در شهرستان کومبیسیری در استان بازگا در بورکینافاسوی مرکزی است و جمعیت آن ۶۱۴ نفر است.